# Арауканська війна

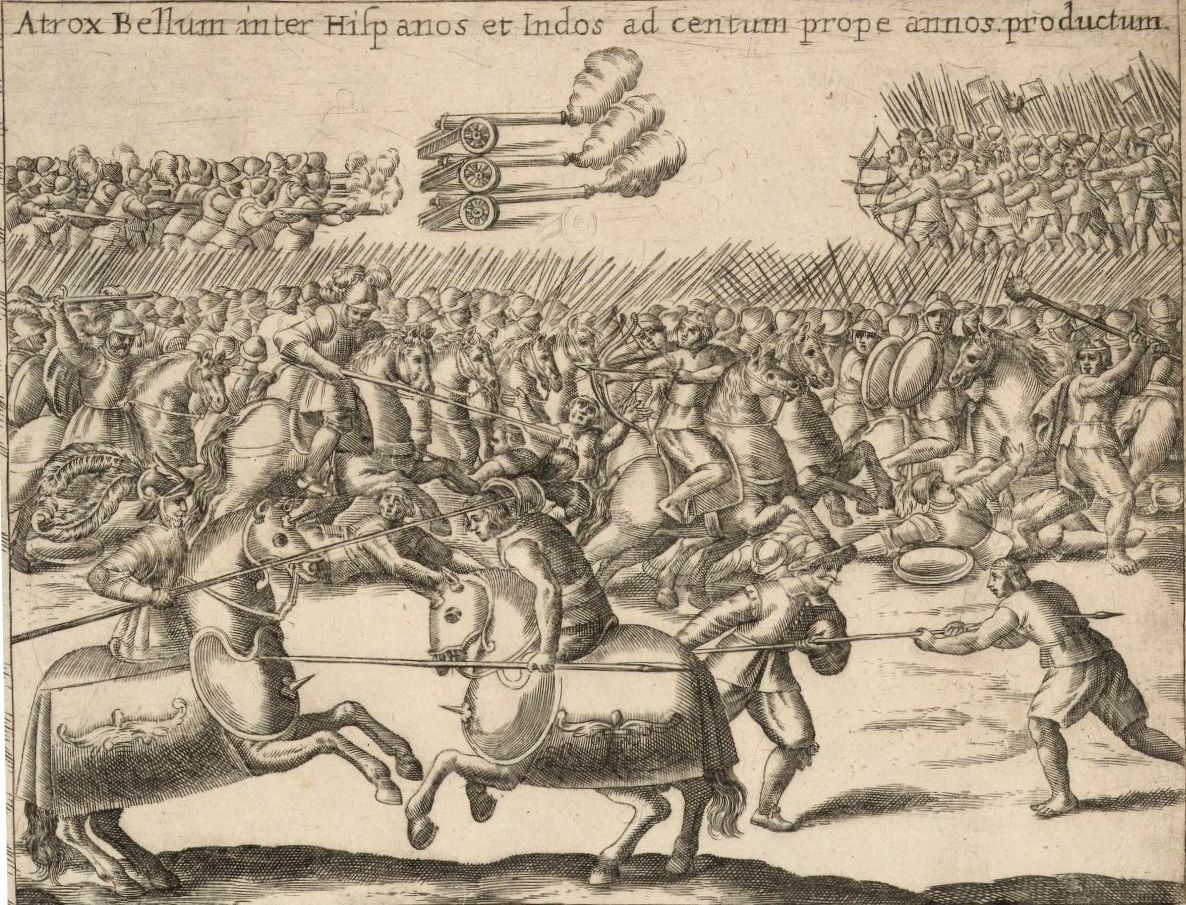
Битва іспанців з мапуче під час Арауканської війни. Алонсо де Овальє

Арауканська війна — низка військових конфліктів з 1536 до 1883 року між індіанськими племенами мапуче та королівством Іспанією (до 1773 року) та Республікою Чилі (до 1883 року). Свою назву отримали на честь іспанської назви мапуче — араукани.

## Іспанські хроніки
Основними джерелами з історії іспано-арауканських війн є праці іспанських хроністів («Війни в Чилі» Хуана де Мендоси; «Історія Чилі» Алонсо де Гонгора Мармолехо (1536—1575); «Хроніка королівства Чилі» Педро Маріньйо де Добери (1536—1595); «Загальна історія королівства Чилі» Дієго де Росалеса (1603—1677)), своєрідні епічні документально-ритмічні праці літописно-поетичного характеру, авторами яких були учасники описуваних подій Алонсо де Ерсілья-і-Суньїгі (1536—1594, поема «Араукана»), Фернандо Альварес де Толедо (1550—1633, поема «Неприборканий пурен») та Педро де Онья (1570—1643, поема «Приборканий арауканець»).

## Війна з Іспанією

### Кампанія 1536 року
У 1535 році Дієго де Альмагро (старшого) було призначено губернатором Чилі. Розпочинаючи у червні 1535 році свій «великий південний похід» за золотом Чилі, Д. Альмагро мав під рукою 570 іспанських вершників і 15 тис. піхотинців із числа індіанських союзників, проте, долаючи андські перевали (близько 4 тис. м над рівнем моря), конкістадори втратили усіх коней, 11 тис. погано екіпірованих індіанців замерзли. Тільки-но у березні 1536 року іспанці ступили в районі річки Ріо-Кокімбо на землі, підконтрольні арауканам, непереможні мапуче атакували виснажених конкістадорів. Втративши більшість вояків, Дієго де Альмагро в паніці відступив, втративши частину людей при переході через засніжені перевали.

### Кампанія 1540—1554 років
У 1540 році Франсиско Пісарро відправив на завоювання таємничих арауканів новий загін конкістадорів (150 вояків) на чолі з Педро де Вальдивією, колишнім соратником Дієго де Альмагро й учасником попереднього південного походу, який у своєму листі до іспанського короля Карла V стверджував, що «у країні Чилі не може не бути золота».
Іспанці були настільки упевнені у перемозі, що вже придумали для арауканських земель спеціальну назву — Нове Толедо: так мала називатися ця земля після її приєднання до іспанської колоніальної імперії.
Перші зіткнення вояків Педро де Вальдивії з арауканами завершилися для конкістадорів загалом успішно, і, прорвавшись з боями до річки Майпо, яку де Вальдивія назвав Вальдивією, вони заснували тут 1541 року дерев'яну фортецю Сантьяго-дель-Нуево-Екстремо — майбутню чилійську столицю, котра стала головним опорним пунктом іспанців у краї.
Однак на цьому іспанська колоніальна експансія у регіоні тимчасово припинилася, оскільки конкістадори Перу перегризлися між собою, домагаючись влади, і допомоги з півночі загін Педро де Вальдивії отримати не міг.
Вторгнення іспанців викликало серед арауканів хвилю обурення. Об'єднавши свої сили, мапуче перейшли у наступ. У 1541 році 10-тисіячне військо мапуче, яке на той час очолював токі (вождь) на ім'я Мічімалонк, взяло в облогу Сантьяго. Лише потужні мури та вогнепальна зброя дали можливість конкістадорам відбити усі штурми індіанців. Також конкістадорам допомогла винахідливість коханої Педро де Вальдивії — Інес де Суарес. Вони кидали в ряди індіанського війська відрубані голови бранців-токі. Тільки завдяки цьому іспанцям вдалося змусити арауканів до втечі.
У 1547 році, отримавши значне підкріплення, іспанці поновили наступ на землі арауканів. Просуваючись на південь, Педро де Вальдивія активно засновував нові міста — Сантьяго-дель-Естеро, Вальпараїсо, Консепсьйон, Вальдивія, Ла-Імперіаль, Ла-Вілья-Ріке, Лос-Конфінес (сучасний Анголь), Фронтере та ін., — які ставали своєрідними форпостами іспанської влади у цьому регіоні. У 1548 році Вальдивію призначено губернатором Чилі.
Після переходу через річку Біо-Біо, іспанці опинилися на землях корінних арауканів, і бойові зіткнення з мапуче набули для іспанців масштабів справжньої війни. У 1549 році в долині Андальєн конкістадорам уперше вдалося завдати відчутної поразки 4-тисячному арауканському військові, лідер мапуче — токі Аявіла — загинув від мушкетної кулі.
На захоплених землях колонізатори почали зводити нові зміцнені фортеці — Арауко, Тукапель, Пурен та ін.,— в яких розміщувалися залоги. Придушити опір індіанців конкістадори вирішили репресіями. Нормою стало поголовне винищення захоплених арауканських поселень та знущання над полоненими. Зокрема, Вальдивія, невдоволений «зухвальством індіанців, котрі, замість того, щоб обробляти землю, воюють з іспанцями», наказав відрубувати усім бранцям із числа арауканів носи та праві руки, після чого нещасних «відпускали додому» (жертвами іспанського садизму стали 400 полонених мапуче).
Загроза чужоземного поневолення сприяла об'єднанню п'яти основних арауканських племен (лафкен, лелфун, інапіре, піре, вільє) у спільне загальноарауканське вождівство, очільником якого замість нерішучого Лінкояна, скинутого мапуче з престолу, у 1552 році став талановитий військовик та непоганий адміністратор Кауполікан (? — 1558). Водночас справжнім лідером і натхненником могутнього антиколоніального опору виступив ще один іменитий індіанський вождь Феліпе Лаутаро (1535—1557). Він був колись полоненим іспанців, де навчився користуватися вогнепальною зброєю.
Кауполікан приступив до організаційно-управлінських справ державної розбудови арауканського вождівства, тоді як Лаутаро зосередився на питаннях військового керівництва та масової агітації. Гаслом арауканської антиколоніальної війни став заклик, кинутий Лаутаро: «За свободу необхідно боротися!» Своєрідним «державним прапором» повсталого народу мапуче був прапор білого кольору з червоною п'ятикутною зіркою (символізувала п'ять об'єднаних у конфедерацію арауканських племен) та червоною бахромою по краях, а бойовим кличем — вигук «Амутуї!» («Уперед!»).
Повстання почалося у 1553 році, коли мапуче оточили й буквально стерли на порох іспанську фортецю Тукапель, розгромили містечко Ла-Імперіаль, а вже у січні 1554 року на південь від містечка Консепсьйон загін самого генерал-капітана Педро де Вальдивії був оточений і поголовно винищений індіанцями Лаутаро.
Араукани навчилися стриножувати іспанських коней за допомогою болеадори — мотузки з прив'язаними до її двох кінців кам'яними кулями. Коли болеадору кидали назустріч вершнику, мотузка з камінцями обкручувалася навколо кінських ніг, після чого кінь разом з вершником як підкошений падав на землю. Наслідком стала цілковита перемога індіанців над розгубленими й дезорганізованими конкістадорами. Лише двом десяткам іспанців пощастило живими повернутися з цього трагічного для них походу.
Того ж року Вальдивія потрапив у полон, який в обмін на життя обіцяв назавжди покинути землі Арауканії та вивести звідти усіх іспанців, однак його благання були марними. За наказом Феліпе Лаутаро чилійського губернатора Чилі стратили показово: йому залили рота розплавленим золотом (за іншою версією — забили глотку золотим піском).
Після перемоги над Вальдивією вояки Лаутаро штурмом оволоділи іспанською фортецею Пурен, вирізавши всіх її захисників, зокрема ще одного відомого конкістадора — капітана Гомеса де Альмагро.

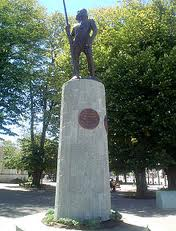
Пам'ятник Лаутаро
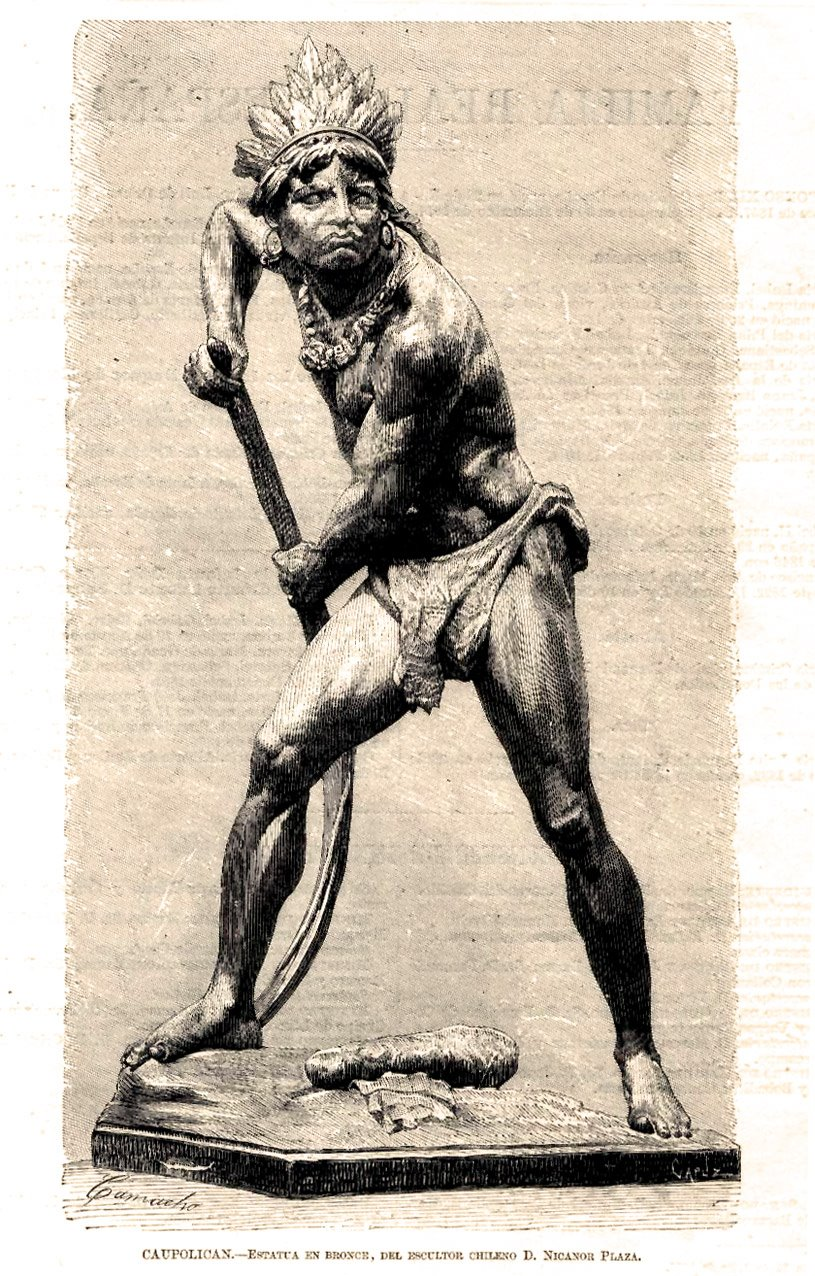
Кауполікан

### Кампанія Віяґри
Новий губернатор Чилі Ґарсія Уртадо де Мендоса ще з більшою жорстокістю намагався підкорити індіанців. За його наказом Франсиско де Віягра вирушив у похід проти тубільців. 26 лютого 1554 року його війська були вщент розбиті арауканами у битві при Маріуенью. Після своєї перемоги араукани знову почали знищувати іспанські поселення.
Після захоплення Консепсьйону в 1555 році, індіанці вирушили на Сантьяго. Але знищивши фортецю Петероа, араукани несподівано припинили наступ, розраховуючи на те, що іспанці готують сильний контрнаступ.
У 1557 році серед індіанців спалахнула епідемія тифу, від якої вимерло майже 80 % населення країни. Проблем додала також посуха, що спричинила в середовищі індіанців масовий голод. Араукани втратили абсолютну чисельну перевагу над іспанцями, й поступово хід бойових операцій почав схилятися на бік конкістадорів.
29 квітня того ж року в битві, що відбулася поблизу річки Матакіто, араукани зазнали відчутної поразки від імперіала Педро де Віяґра, а Феліпе Лаутаро загинув у бою. Іспанці розшукали тіло свого заклятого ворога і вже мертвому Лаутаро відрубали голову. Щоб залякати індіанців, відрубану голову Лаутаро, за наказом де Вільягри, виставили на кафедральному майдані Сантьяго.

### Кампанія 1558 року
Продовжив іспанський наступ Гусман Гарсія Уртадо де Мендоса. У 1558 році він завдав поразки у битві поблизу Каньєте військам токі Кауполікану, військо якого іспанці буквально змели залпами своїх гармат. Сам Кауполікан потрапив у полон, де прийняв мученицьку смерть (іспанці живцем посадили Кауполікана на палю, після чого методично кидали у нього списи та стріляли з арбалетів).
Визвольний рух мапуче було частково придушено. Упродовж 13 років іспанці хазяйнували в Чилі як повновладні господарі.

### Війна 1571—1602 років
У 1571 році, обурені здирством іспанських колонізаторів, мапуче знову повстали. Їхнім вождем став Колоколо, котрий оголосив іспанцям тотальну «війну без милосердя». Тогочасний іспанський генерал-капітан Чилі Мартін Гарсія Оньєс де Лойола не повірив у серйозність індіанського опору, тому придушити цей рух у зародку іспанці не встигли, а коли спробували взятися за справу рішуче — було вже пізно.
Новим лідером повсталої Арауканії був обраний талановитий полководець токі Пелантаро. Зібравши трофеї минулих боїв, араукани створили власну артилерію та загони мушкетерів, організували в 1585 році великі кавалерійські загони, оволоділи тактикою використання видів зброї, навчилися кувати залізо й ремонтувати захоплену в іспанців вогнепальну зброю.
У 1598 році поблизу селища Карабала (Куралаве) армія Оньєса де Лойоли була оточена і поголовно винищена разом із генерал-капітаном. У 1600 році мапуче захопили фортецю Ла-Імперіаль, а в 1602 році було захоплено останній форпост іспанців в Арауканії — фортецю Ла-Вілларіка (Вільяріка). Рештки військ іспанських колонізаторів Араукани змусили відійти на північ від річки Біо-Біо, що стала фактично кордоном між іспанськими володіннями в Америці і незалежним арауканським вождівством, очолюваним токі Колоколо.

### Кампанія 1606—1641 років
Ідеологом нової війни з мапуче виступив католицький церковник Сімон де Вальялобос, який заявив у 1606 р., що «убиваючи й калічачи людей, ми маємо робити це на захист віри, в ім'я Господа нашого Ісуса Христа, щоб, служачи йому списом і кинджалом, заслужити місце в раю». Іспанська корона направила проти арауканів регулярну армію найманців-професіоналів, на утримання якої віце-король Перу виділяв спочатку по 60 тис. дукатів щорічно, потім — 140 тис., а з 1606 року — 212 тис. дукатів на рік. Римський папа Пій V санкціонував безплатну роздачу солдатам індульгенцій, а іспанський король Філіпп III своїм указом від 1608 року дозволив обертати на рабів усіх полонених мапуче, починаючи з десятирічного віку.
У 1612 році, переконавшись у власній неспроможності поневолити войовничих арауканів, іспанці вивели з «країни мапуче» усі свої гарнізони, а в 1641 році на березі річки Кільєн (Кільїн) іспанський губернатор Чилі Байдес підписав із представниками незалежної Арауканії перший в історії іспано-індіанських стосунків рівноправний договір. В історію він увійшов під назвою Кільєнського (Кільїнського).
Відповідно до умов цього договору іспанська корона визнавала суверенітет і незалежність держави арауканів (площа — 70 тис. км2) і погодилася, що кордоном між цими двома політичними утвореннями буде ріка Біо-Біо. Своєю чергою, арауканський токі Льєнтур пообіцяв іспанцям допомогу в боротьбі з англійськими та голландськими піратами, які розгорнули на той момент шалену активність у регіоні.

### Кампанія 1655—1662 років
У 1655 році іспанці спробували напасти на Арауканію, але зазнали поразки. В ході воєнних дій вони втратили 1300 вояків. Крім того, араукани знищили дев'ять іспанських фортець, розгромили 400 колоніальних маєтків і захопили як воєнні трофеї 4 00 тис. голів худоби. Втративши під час семирічної війни з мапуче половину свого воєнного потенціалу в Чилі, іспанці змушені були знову підписати з арауканами мир. Від тих часів, з легкої руки іспано-американського хроніста Лієго де Росалеса, Арауканію стали називати «Індіанською Фландрією», — за аналогією з Нідерландами, котрі також вибороли собі незалежність від іспанської корони.

### Кампанії 1723—1770 років
У 1723 році, але знову безрезультатно — і в 1744 році іспанська корона змушена була встановити з мапуче офіційні дипломатичні стосунки. У 1760-х роках іспанці ще раз спробували поневолити мапуче, проте 1770 року пеуенче та араукани вщент розбили іспанську армію.
Остаточно незалежність Арауканії іспанська монархія визнала у 1773 році. Крім того, кожні десять-двадцять років скликалися багатолюдні арауканські збори, під час яких обидві сторони публічно підтверджували зобов'язання зберігати мир. Останній такий парламент відбувався в 1803 році. Під час війни Чилі за незалежність у 1808—1818 роках сили мапуче ще більше посилилися.

## Війни з Чилі та Аргентиною
У Республіці Чилі в перші 50 років її існування не було достатньо сил, щоб підкорити арауканів. І ще протягом півстоліття — до 1860-х років — араукани жили так само, як раніше.
У 1850-х роках до Арауканії прибув француз Орелі Антуан де Тунан. Оскільки Орелі виявив співчуття боротьбі арауканів, вони прийняли його дружньо. Один з вождів, Мангіл, угледів в ньому людину, європейська освіта якої могла б принести велику користь арауканам, сприяти їхньому культурному розвитку і допомогти створити сучасну арауканську державу. Орелі з натхненням вхопився за цю ідею, перш за все в корисливих інтересах. І коли, за пропозицією Мангіла, його обрали верховним токі арауканів, Орелі де Тунан за згодою більшості арауканських вождів, проголосив область арауканів королівством, а себе королем Орелі I. Було прийнято конституцію, що була точною копією основного закону Французької імперії, сформував «уряд», всенародні збори арауканів хотів замінити Національними зборами, в яких кожен депутат повинен був представляти 50 тисяч виборців. Оскільки в той час Патагонія ще не перебувала під реальною владою Аргентини, а частиною Патагонії продовжували володіти ранкелче — аргентинські мапуче, Орелі I «приєднав» Патагонію до Арауканії і створив Об'єднане королівство Арауканія і Патагонія.
Чилі визнала нове королівство, проте коли Орелі опинився на її території, його було заарештовано й заслано до Франції. Тут спроби заохотити імператора Наполеона III допомогти Арауканії і Патагонії не мали успіху. Тоді разом зі своїм новим другом Планшю Орелі повернувся в Арауканію. Він зумів здобути прихильність мапуче: вождів він звів у ранг міністрів, здібних вояків нагородив орденами і медалями. У грудні 1861 року, коли країні загрожувало чилійське вторгнення, швидко мобілізував усю країну, завдяки чому вдалося відбити ворожу атаку.
За межами Арауканії чилійська влада знову заарештувала Орелі I і навіть хотіла судити у військовому трибуналі. Після втручання французького консула арауканського короля був знову вислано на батьківщину. Орелі відрізнявся наполегливістю. Через кілька років він знову прибув до Арауканії. Знову до нього з усіх боків стікалися араукани, знову він підняв арауканський синьо-біло-зелений прапор і свій державний герб — сталевий хрест із зірками. Але чилійські війська вступили на територію Арауканії, і в червні 1871 року королю довелося остаточно покинути свою державу. В Арауканії справу Орелі продовжував його друг Планшю, який пізніше був убитий за досить підозрілих обставин.
Чилі в другій половині XIX століття значно посилилася, тоді як волю арауканів до опору тепер підривали католицькі місіонери, які отримали в новому королівстві широку свободу дій. Протягом 1870-х років чилійці значно просунулися Арауканією. У 1881 році об'єднанні війська Чилі та Аргетини захопили значну частину володінь мапуче. Остаточно Арауканія була приєднана до Чилі у 1883 році.